# Équipe cycliste Novo Nordisk
L'équipe cycliste Novo Nordisk est une équipe cycliste américaine exclusivement constituée d'athlètes diabétiques. Elle a été formée pour sensibiliser les diabétiques et leur montrer qu'il est possible, en combinant régime alimentaire et traitement médicamenteux, de poursuivre leur vie et leurs rêves. Elle court avec une licence UCI ProTeam depuis 2020 (deuxième division du cyclisme sur route masculin). Depuis 2013, l'équipe continentale Novo Nordisk Development lui sert d'équipe de réserve.

## Histoire de l'équipe

### Création

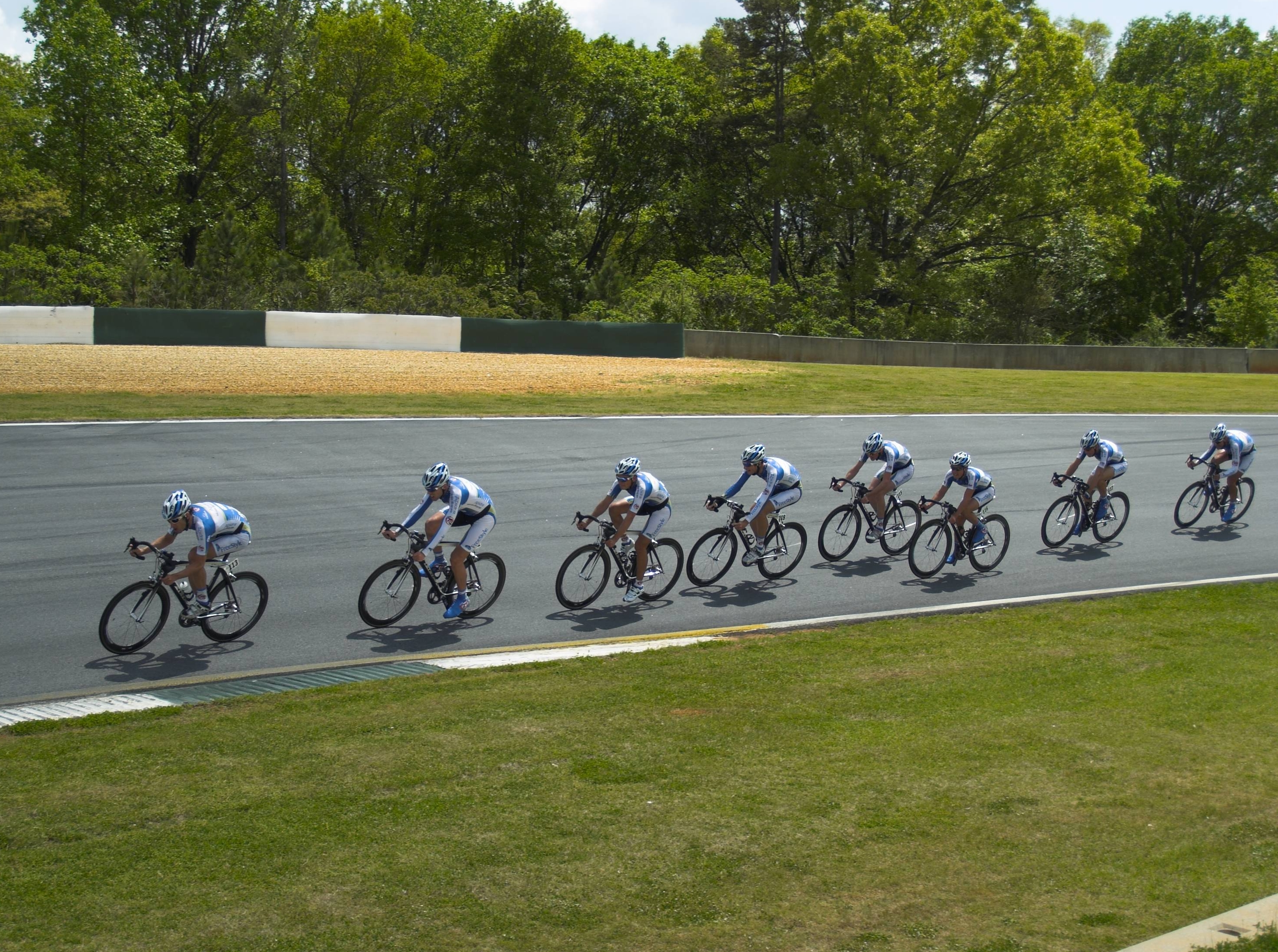
L'équipe Type 1 lors du contre-la-montre par équipes du Tour de Géorgie en 2008.

Team Type 1 est créée en 2005 par Phil Southerland et Joe Eldridge, tous deux souffrant de diabète de type 1, afin d'informer et de sensibiliser à cette maladie.

### 2006-2009
En 2006, grâce à une annonce parue sur le site PezCyclingnews.com, ils trouvent des sponsors et recrutent six autres coureurs diabétiques pour former une équipe et participer à la Race Across America, une course cycliste contre-la-montre de longue distance reliant la côte ouest à la côte est des États-Unis. L'équipe y obtient la deuxième place, à trois minutes des vainqueurs. L'année suivante, l'équipe la remporte en 5 jours, 15 heures et 53 minutes. Elle termine seconde en 2008 et s'impose à nouveau en 2009, en battant cette fois le record de la course.
Une équipe masculine professionnelle est créée en 2008 et la direction générale est confiée à Tom Schuler, dirigeant d'équipes cyclistes expérimenté, via sa société Team Sports. Une équipe féminine professionnelle est créée en 2009, dirigée par Jack Seehafer.

### 2010-2012
En 2010, Team Type 1 met fin à sa collaboration avec Team Sports, Phil Southerland en devient directeur général, et elle s'installe à Atlanta. Elle comprend alors six équipes, regroupant 70 sportifs et 16 cadres. Elle est composée de deux équipes professionnelles masculine et féminine, d'une équipe espoirs, d'une équipe élite amateur, d'une équipe de triathlon, et d'une équipe appelée Type 2 rassemblant des coureurs atteint du diabète de type 2.

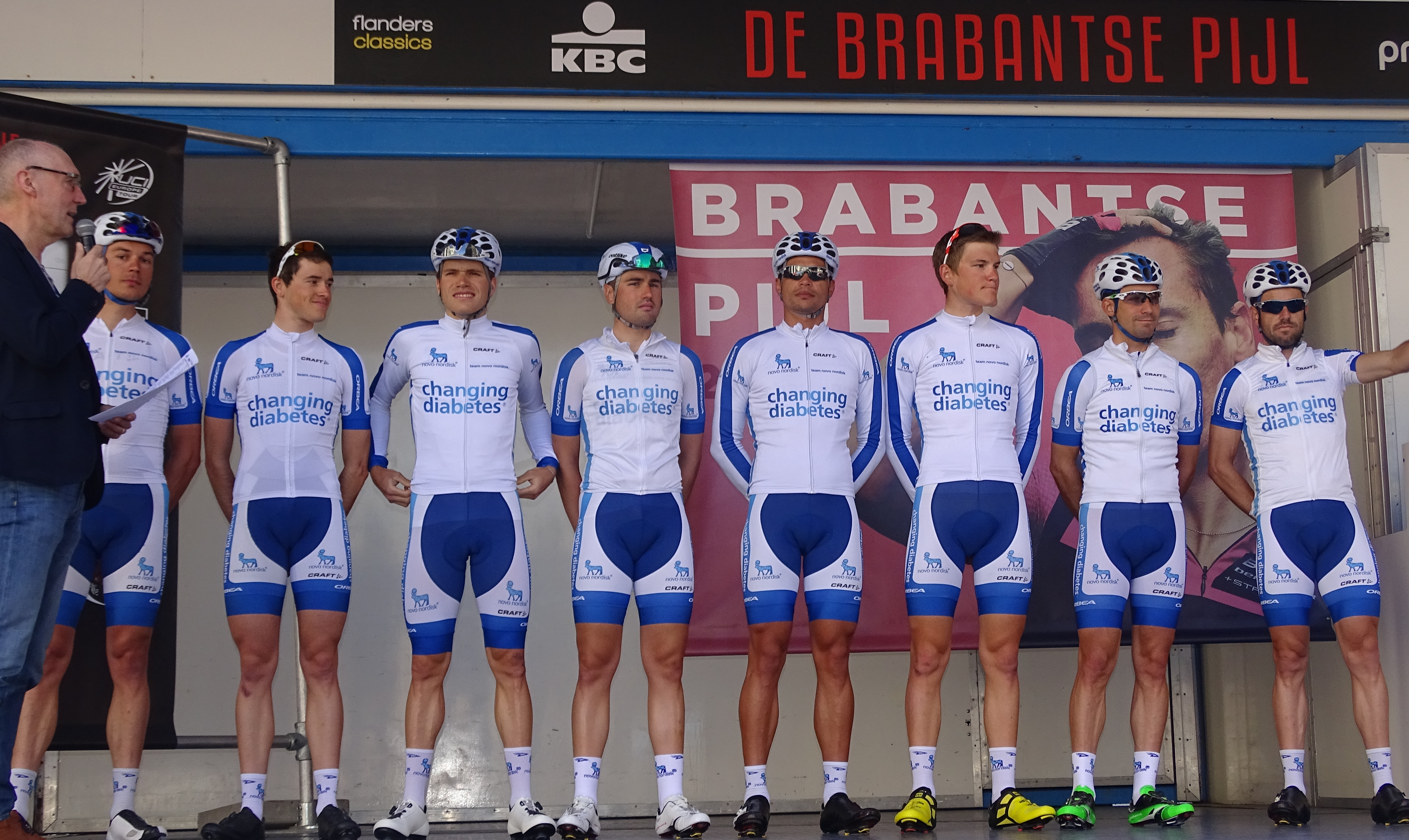
L'équipe lors du départ de la Flèche brabançonne 2015 à Louvain.

La direction sportive de l'équipe masculine professionnelle créée en 2008 est assurée par Ed Beamon, assisté de Vassili Davidenko. L'équipe comprend quatre coureurs diabétiques issus de l'équipe amateur : Southerland, Eldridge, Tim Hargrave, et Fabio Calabria, ainsi que de coureurs professionnels restés sans employeur à la fin de l'année 2007. Beamon et Davidenko amènent avec eux trois coureurs de l'équipe Navigators (équipe fermée en 2007 et dans laquelle ils travaillaient), dont le Néo-Zélandais Glen Chadwick. Matthew Wilson, qui a été champion d'Australie en 2004 et courait 2007 dans l'équipe ProTour Unibet.com, est la principale recrue. La première course disputée par cette équipe professionnelle est le Tour de Langkawi, dont Matthew Wilson prend la dixième place. Bien que souffrant d'un fracture du poignet en mars, Wilson remporte durant cette saison des étapes du Tour de Beauce et de la Cascade Cycling Classic. Glen Chadwick gagne le Tour du Mexique et le Tour de l'Arkansas.
En 2009, Gordon Fraser devient directeur sportif de l'équipe en remplacement de Beamon. Le belge Willem Van den Eynde, diabétique, est recruté. L'équipe finit à la quatrième place du classement par équipes de l'USA Cycling National Racing Calendar et place deux coureurs parmi les dix premiers du classement individuel : Aldo Ino Ilešič (8e) et Ken Hanson (9e). Shawn Milne remporte l'U.S. Air Force Cycling Classic et Darren Lill la Vuelta de Bisbee.
En 2010, l'équipe professionnelle masculine Team Type 1 est composée de 18 coureurs. Quatre d'entre eux souffrent du diabète, dont l'Espagnol Javier Mejías, membre en 2009 de l'équipe ProTour Fuji-Servetto. L'équipe récupère aussi un sponsor important, la firme française Sanofi Aventis (qui sponsorisait déjà l'équipe depuis 2008 à travers des produits ciblés[réf. souhaitée]). Le Néerlandais Thomas Rabou, issu de l'équipe Rabobank Continental, est également recruté. L'équipe a pour ambition d'obtenir le statut d'équipe continentale professionnelle en 2011, d'ainsi participer au Tour d'Italie 2011, et d'être la première équipe à faire participer un coureur diabétique au Tour de France en 2012. Elle recrute pour cela Rubens Bertogliati, maillot jaune pendant 2 jours lors du Tour de France 2002, Andrea Grendene, espoir du sprint italien, le grimpeur russe Alexander Efimkin et le Français László Bodrogi, dix fois champion de Hongrie.

### 2013-

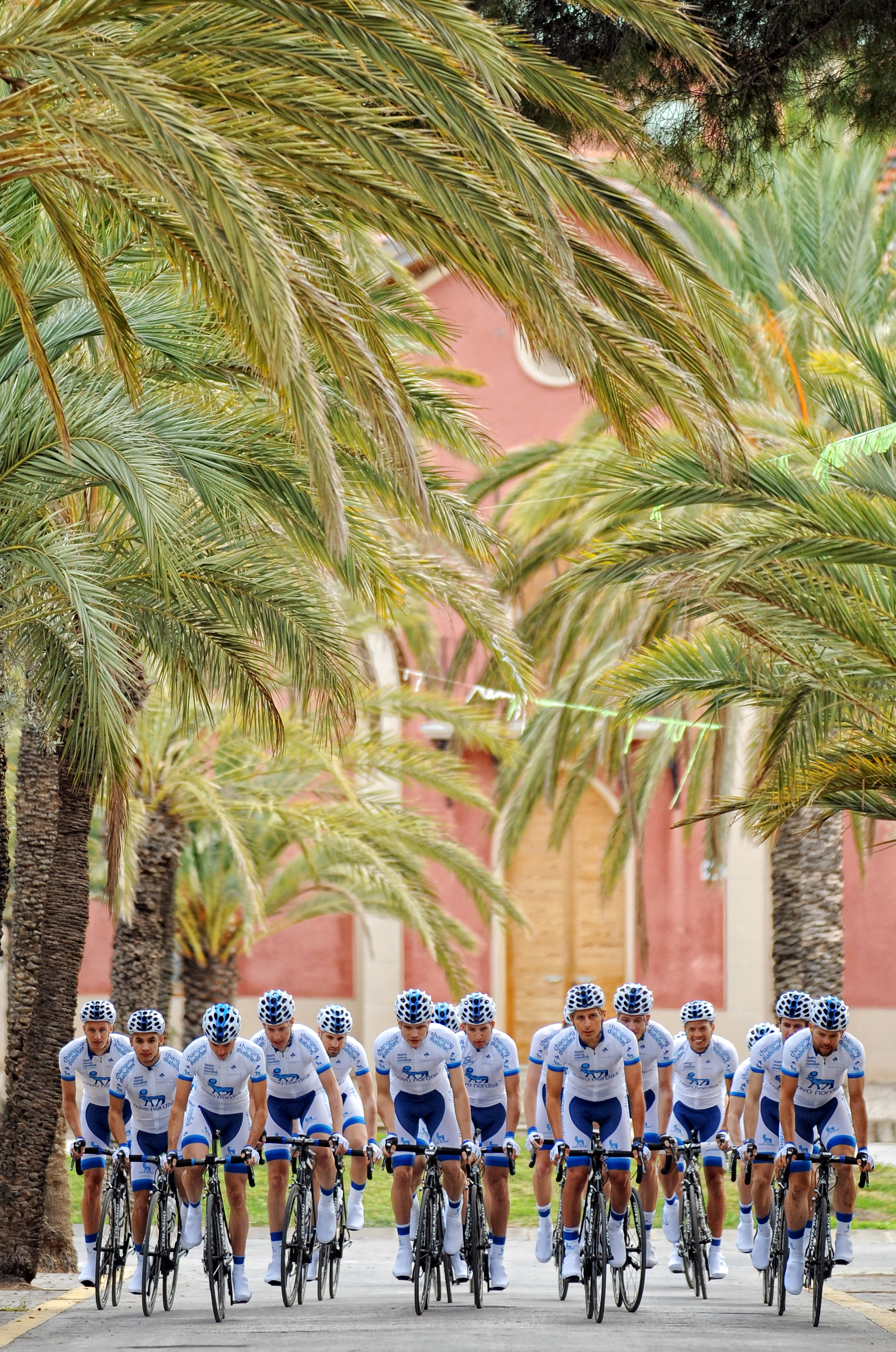
L'équipe Novo Nordisk en 2016.

Ayant trouvé un sponsor important, l'équipe est renommée Team Novo Nordisk et elle devient en 2013 la première équipe cycliste professionnelle exclusivement constituée de coureurs diabétiques. L'équipe a toujours une licence continentale professionnelle et participe aux grandes courses professionnelles, comme le tour présidentiel de Turquie, le tour de Beauce, le Post Danmark Rundt (tour du Danemark) et l'USA Pro Cycling Challenge.
En janvier 2014, Team Novo Nordisk commence sa seconde saison par le tour de San Luis en Argentine et court ensuite plus de 150 jours sur la saison. L'équipe montre une amélioration marquée durant cette deuxième saison, se classant parmi les dix premières aux Tour de Californie et US Pro Challenge.
En février 2015, Team Novo Nordisk gagne sa première victoire avec le Néo-Zélandais Scott Ambrose qui emporte la deuxième étape du tour de Philippines. L'équipe fait ses débuts au Dubaï Tour et y place deux fois des coureurs dans les dix premiers.

## Sponsors
Le sponsor principal de l'équipe est Novo Nordisk, une entreprise de santé danoise spécialisée dans le traitement du diabète. L'équipe est aussi sponsorisée par le fabricant de vélo Colnago.

## Dopage
Alexey Shmidt est contrôlé positif à l'EPO en septembre 2015, sur un échantillon retesté datant de novembre 2011, date à laquelle il était membre de l'équipe. C'est également le cas pour Jure Kocjan avec un échantillon datant de mars 2012 et un résultat positif révélé en février 2016. Kocjan est suspendu quatre ans jusqu'au 27 janvier 2020 et perd tous ses résultats acquis entre le 8 mars 2012 et le 8 mars 2014.
En décembre 2013, Alexander Serebryakov est suspendu quatre ans pour deux contrôles positifs à l'EPO, dont un en février 2012, date à laquelle il était membre de l'équipe.

## Principales victoires

### Courses d'un jour
- Philadelphia Cycling Classic : Alexander Serebryakov (2012)
- Grand Prix Kranj : Andrea Peron (2022)

### Courses par étapes
- Tour du Mexique : Glen Chadwick (2008)
- Tour de Turquie : Alexander Efimkin (2011)

### Championnats nationaux
- Championnats de Finlande sur route : 1
  - Course en ligne : 2021 (Joonas Henttala)

## Classements UCI
L'équipe participe aux épreuves des circuits continentaux et en particulier de l'UCI America Tour. Les tableaux ci-dessous présentent les classements de l'équipe sur les différents circuits, ainsi que son meilleur coureur au classement individuel.
UCI Africa Tour
| UCI Africa Tour | UCI Africa Tour        | UCI Africa Tour                           | UCI Africa Tour |
| Année           | Classement par équipes | Meilleur coureur au classement individuel |                 |
| --------------- | ---------------------- | ----------------------------------------- | --------------- |
| 2010            | 7e                     | Valery Kobzarenko (41e)                   |                 |
| 2011            | 21e                    | Martijn Verschoor (157e)                  |                 |
| 2012            | 4e                     | Kiel Reijnen (13e)                        |                 |
| 2013            | 18e                    | Paolo Cravanzola (169e)                   |                 |
| 2014            | 25e                    | Nicolas Lefrançois (180e)                 |                 |
| 2018            | 17e                    | David Lozano (93e)                        |                 |
|                 |                        |                                           |                 |
| Source : UCI    |                        |                                           |                 |

UCI America Tour
| UCI America Tour | UCI America Tour       | UCI America Tour                          | UCI America Tour |
| Année            | Classement par équipes | Meilleur coureur au classement individuel |                  |
| ---------------- | ---------------------- | ----------------------------------------- | ---------------- |
| 2008             | 12e                    | Glen Chadwick (33e)                       |                  |
| 2009             | 16e                    | Shawn Milne (55e)                         |                  |
| 2010             | 8e                     | Christopher Jones (74e)                   |                  |
| 2011             | 13e                    | Jure Kocjan (97e)                         |                  |
| 2012             | 6e                     | Alexander Serebryakov (6e)                |                  |
| 2013             | 32e                    | Andrea Peron (227e)                       |                  |
| 2014             | 26e                    | Javier Mejías (160e)                      |                  |
| 2015             | 38e                    | Javier Mejías (207e)                      |                  |
| 2016             | 41e                    | Javier Mejías (268e)                      |                  |
| 2019             | 14e                    | -                                         |                  |
| 2020             | 7e                     | -                                         |                  |
| 2021             | 15e                    | -                                         |                  |
| 2022             | 15e                    | -                                         |                  |
| 2023             | 10e                    | -                                         |                  |
|                  |                        |                                           |                  |
| Source : UCI     |                        |                                           |                  |

UCI Asia Tour
| UCI Asia Tour | UCI Asia Tour          | UCI Asia Tour                             | UCI Asia Tour |
| Année         | Classement par équipes | Meilleur coureur au classement individuel |               |
| ------------- | ---------------------- | ----------------------------------------- | ------------- |
| 2008          | 26e                    | Shawn Milne (57e)                         |               |
| 2010          | 50e                    | Thomas Rabou (228e)                       |               |
| 2011          | 22e                    | Kiel Reijnen (101e)                       |               |
| 2012          | 8e                     | Alexander Serebryakov (16e)               |               |
| 2013          | 52e                    | Andrea Peron (157e)                       |               |
| 2014          | 83e                    | Andrea Peron (427e)                       |               |
| 2015          | 44e                    | Martijn Verschoor (179e)                  |               |
| 2016          | 33e                    | Javier Mejías (52e)                       |               |
| 2017          | 66e                    | Martijn Verschoor (290e)                  |               |
| 2018          | 91e                    | Andrea Peron (509e)                       |               |
| 2019          | -                      | Ulugbek Saidov (260e)                     |               |
| 2020          | -                      | Ulugbek Saidov (67e)                      |               |
| 2021          | -                      | Ulugbek Saidov (119e)                     |               |
| 2023          | -                      | Ulugbek Saidov (88e)                      |               |
|               |                        |                                           |               |
| Source : UCI  |                        |                                           |               |

UCI Europe Tour
| UCI Europe Tour | UCI Europe Tour        | UCI Europe Tour                           | UCI Europe Tour |
| Année           | Classement par équipes | Meilleur coureur au classement individuel |                 |
| --------------- | ---------------------- | ----------------------------------------- | --------------- |
| 2011            | 23e                    | Jure Kocjan (16e)                         |                 |
| 2012            | 18e                    | Daniele Colli (31e)                       |                 |
| 2013            | 119e                   | Andrea Peron (888e)                       |                 |
| 2014            | 101e                   | Joonas Henttala (409e)                    |                 |
| 2015            | 99e                    | Javier Mejías (438e)                      |                 |
| 2016            | 116e                   | David Lozano (1114e)                      |                 |
| 2017            | 115e                   | Andrea Peron (1072e)                      |                 |
| 2018            | 98e                    | David Lozano (693e)                       |                 |
| 2019            | -                      | Charles Planet (782e)                     |                 |
| 2020            | -                      | Charles Planet (628e)                     |                 |
| 2021            | -                      | Joonas Henttala (694e)                    |                 |
| 2022            | -                      | Andrea Peron (738e)                       |                 |
|                 |                        |                                           |                 |
| Source : UCI    |                        |                                           |                 |

UCI Oceania Tour
| UCI Oceania Tour | UCI Oceania Tour       | UCI Oceania Tour                          | UCI Oceania Tour |
| Année            | Classement par équipes | Meilleur coureur au classement individuel |                  |
| ---------------- | ---------------------- | ----------------------------------------- | ---------------- |
| 2008             | 11e                    | Matthew Wilson (29e)                      |                  |
| 2009             | 14e                    | Matthew Wilson (22e)                      |                  |
| 2023             | -                      | Hamish Beadle (98e)                       |                  |
|                  |                        |                                           |                  |
| Source : UCI     |                        |                                           |                  |

L'équipe est également classée au Classement mondial UCI qui prend en compte toutes les épreuves UCI et concerne toutes les équipes UCI.
| Classement mondial | Classement mondial     | Classement mondial                        | Classement mondial |
| Année              | Classement par équipes | Meilleur coureur au classement individuel |                    |
| ------------------ | ---------------------- | ----------------------------------------- | ------------------ |
| 2016               | -                      | Javier Mejías (427e)                      |                    |
| 2017               | -                      | David Lozano (1597e)                      |                    |
| 2018               | -                      | David Lozano (779e)                       |                    |
| 2019               | 147e                   | Charles Planet (1103e)                    |                    |
| 2020               | 106e                   | Charles Planet (787e)                     |                    |
| 2021               | 140e                   | Joonas Henttala (906e)                    |                    |
| 2022               | 147e                   | Andrea Peron (1028e)                      |                    |
| 2023               | 92e                    | Matyáš Kopecký (567e)                     |                    |
| 2024               | 107e                   | Matyáš Kopecký (381e)                     |                    |
|                    |                        |                                           |                    |
| Source : UCI       |                        |                                           |                    |

## Team Novo Nordisk en 2025
Effectif
| Effectif 2025            | Effectif 2025     | Effectif 2025    | Effectif 2025                        |
| Cycliste                 | Date de naissance | Pays             | Équipe précédente                    |
| ------------------------ | ----------------- | ---------------- | ------------------------------------ |
| Hamish Armitt            | 24 juin 2002      | Royaume-Uni      | Team Novo Nordisk Development (2024) |
| Hamish Beadle            | 2 avril 1998      | Nouvelle-Zélande | Team Novo Nordisk Development (2019) |
| Sam Brand                | 27 février 1991   | Royaume-Uni      | Team Novo Nordisk (2017)             |
| Jacopo Colladon          | 31 mars 2003      | Italie           | Team Novo Nordisk Development (2024) |
| Lucas Dauge              | 28 décembre 1996  | France           |                                      |
| Quinten De Graeve        | 24 janvier 2000   | Belgique         | Team Novo Nordisk Development (2023) |
| Declan Irvine            | 11 mars 1999      | Australie        |                                      |
| Matyáš Kopecký           | 19 janvier 2003   | Tchéquie         | Acrog-Tormans/Balen BC (2021)        |
| David Lozano             | 21 décembre 1988  | Espagne          |                                      |
| Bailey McDonald          | 2 mai 2003        | Australie        | Mobius-BridgeLane (2024)             |
| Anton Muller             | 3 juin 1998       | France           | Team Novo Nordisk Development (2024) |
| Doriand Percrule         | 21 mai 1999       | France           | Team Novo Nordisk Development (2023) |
| Andrea Peron             | 28 octobre 1988   | Italie           |                                      |
| Alessandro Perracchione  | 9 février 2005    | Italie           |                                      |
| Logan Phippen            | 10 mai 1992       | États-Unis       |                                      |
| Antonio Polga            | 21 mars 2025      | Italie           | Team Novo Nordisk Development (2023) |
| Umberto Poli             | 27 août 1996      | Italie           | Team Novo Nordisk Development (2016) |
| Filippo Ridolfo          | 8 octobre 2001    | Italie           | Team Novo Nordisk Development (2021) |
| Nathan Smith             | 27 août 2000      | Royaume-Uni      | Team Novo Nordisk Development (2023) |
| Célestin Wattelle        | 15 mai 2003       | France           | Team Novo Nordisk Development (2024) |
|                          |                   |                  |                                      |
| Source : ProCyclingStats |                   |                  |                                      |

Victoires
| Victoires | Victoires | Victoires | Victoires | Victoires | Victoires |
| Date      | Course    | Pays      | Classe    | Vainqueur |           |
| --------- | --------- | --------- | --------- | --------- | --------- |

## Saisons précédentes
- Novo Nordisk en 2014
- Novo Nordisk en 2015
- Novo Nordisk en 2016
- Novo Nordisk en 2017
- Novo Nordisk en 2018

## Programme élite
En plus d'être la première équipe cycliste professionnelle entièrement constituée de personnes diabétiques, Team Novo Nordisk est aussi un programme de recherche sur le sport d'endurance à haut niveau avec cette maladie.

## Équipe féminine
L'équipe féminine professionnelle Type 1 est créée en 2009 et est dirigée par Jack Seehafer. Elle comprend huit coureuses dont Kori Seehafer (épouse de Jack Seehafer), victorieuse en 2008 de l'Open de Suède Vårgårda, manche de la coupe du monde féminine, et Alison Powers, championne des États-Unis du contre-la-montre en 2008. Deux coureuses, Monique Hanley et Morgan Patton, sont diabétiques de type 1. Elles évoluaient auparavant dans l'équipe Type espoir.
L'équipe termine deuxième du classement par équipes de l'USA Cycling National Racing Calendar et Alison Powers remporte le classement individuel. Elle gagne notamment la Joe Martin Stage Race, monte sur le podium du Tour of the Gila, de la Redlands Bicycle Classic, du Nature Valley Grand Prix et du championnat des États-Unis du contre-la-montre.